# Annarosa Taddei
Annarosa Taddei (Pisa, 9 luglio 1918 – Roma, 1º aprile 2011) è stata una pianista e insegnante italiana.

## Biografia
Nata a Pisa, iniziò a studiare musica fin dalla tenera età, conseguendo il diploma al Conservatorio Luigi Cherubini di Firenze prima di frequentare il Corso di Perfezionamento di Pianoforte presso l'Accademia Nazionale di Santa Cecilia in Roma con Alfredo Casella.
Nel 1946 si affermò nel panorama del concertismo in Italia suonando il  Concerto per pianoforte e orchestra di John Ireland con l'Orchestra Sinfonica della RAI di Roma. Nel 1947 incontrò Alfred Cortot, che fu il suo insegnante fino al 1949 e la introdusse alla carriera internazionale. Si devono a Cortot gli incontri tra Annarosa Taddei e direttori d'orchestra quali Carl Schuricht, Jonel Perlea, Ernest Ansermet ed Hermann Scherchen.
Negli anni cinquanta dette vita a un'intensa attività discografica, che la portò a incidere registrazioni di riferimento di lavori pianistici di Sandro Fuga, Alfredo Casella e Domenico Scarlatti per la Cetra, mentre l'etichetta Vox pubblicò l’esecuzione dal vivo dei Concerti di Mendelssohn con l'Orchestra Sinfonica di Vienna. 
Nel corso della sua carriera, Annarosa Taddei suonò con alcune delle più prestigiose orchestre sinfoniche del mondo quali:
- Wiener Symphoniker
- Orchestra Sinfonica Nazionale della RAI di Roma, Firenze e Torino
- Radio Helsinki
- Helsingtors Stadtorkester
- Göteborg Radio
- Tokio NHK
- Suisse Romande
- ABL Orchestra - Tansmania
- Sydney Mozart Orchestra
- Orchestra Filarmonica di Hong Kong

Nei suoi trent'anni di attività concertistica, si esibì in ventuno nazioni.
Nel 1976, a causa di una frattura al polso, abbandonò i concerti e si dedicò all'insegnamento. Dopo una lunga permanenza a Hong Kong, tornò in Italia per insegnare nei Conservatori di Roma e Perugia, nei quali si dedicò alla formazione di molti allievi.
Morì nel 2011. Nel 2012 nacque l'Associazione culturale Annarosa Taddei, Associazione a lei dedicata nata con l'intento di raccoglierne lo spirito di supporto nei confronti dei giovani musicisti.

## Discografia
- At - 0230 Sonata in Re Maggiore - Domenico Scarlatti (Cetra)
- Pe - 154 Sonata in Mi Minore - Domenico Scarlatti (Cetra)
- At - 0230 Studio Uno - Sandro Fuga (Cetra)
- Pe - 154 Toccata (da Sinfonia Arioso e Toccata) - Alfredo Casella (Cetra)
- Long Playing. Concerto for two pianos and orchestra  - Pianists: Annarosa Taddei, Orazio Frugoni (Symphonic Orchestra Wien), Conductor: Rudolf Moralt (Vox)